# Антиполо
Антиполо (філіппінська: Lungsod ng Antipolo), є містом-компонентом 1-го класу та столицею провінції Рісаль, Філіппіни. За даними перепису 2020 року, населення становить 887 399 осіб. Це найбільш густонаселене місто в регіоні Калабарсон і сьоме за чисельністю населення місто на Філіппінах. 

## Барангаї
Антиполо політично розділений на 16 барангаїв.
| Барангай               | Дистрикт | Населення (2015) | Площа (га) | Щільність (км2) |
| ---------------------- | -------- | ---------------- | ---------- | --------------- |
| Bagong Nayon           | 1st      | 45,976           | 301.34     | 15,257          |
| Beverly Hills          | 1st      | 1,562            | 28.76      | 5,431           |
| Calawis                | 2nd      | 5,709            | 5,581.12   | 102             |
| Cupang                 | 2nd      | 113,613          | 568.23     | 19,994          |
| Dalig                  | 2nd      | 52,222           | 406.48     | 12,847          |
| Dela Paz (Poblacion)   | 1st      | 68,946           | 597.99     | 11,530          |
| Inarawan               | 2nd      | 22,894           | 959.90     | 2,385           |
| Mambugan               | 1st      | 52,479           | 368.21     | 14,252          |
| Mayamot                | 1st      | 50,421           | 540.74     | 9,324           |
| Muntindilaw            | 1st      | 11,644           | 473.11     | 2,461           |
| San Isidro (Poblacion) | 1st      | 64,136           | 479.70     | 13,368          |
| San Jose (Poblacion)   | 2nd      | 103,051          | 13,787.77  | 747             |
| San Juan               | 2nd      | 8,671            | 3,327.69   | 261             |
| San Luis               | 2nd      | 53,230           | 502.99     | 10,583          |
| San Roque (Poblacion)  | 2nd      | 58,840           | 723.25     | 8,135           |
| Santa Cruz             | 1st      | 62,992           | 725.52     | 8,682           |

## Населення
Згідно з переписом 2015 року населення Антиполо становило 776 386 осіб. 
Мешканці міста переважно тагальці. Дуже незначні громади корінного народу Думагат знаходяться в Барангаї Калавіс і ситіос Олд Босо-Босо, Сан-Ісідро, Сан-Хосе і Кайсакат в Барангаї Сан-Хосе.

## Місцевий уряд
Подібно до інших міст на Філіппінах, урядова структура Антиполо прописана в Кодексі місцевого самоврядування 1991 року та додатково кодифікована в статуті міста. Його очолює міський голова, який виконує функції виконавчого директора та здійснює загальний нагляд за адміністративними установами.

## Галерея

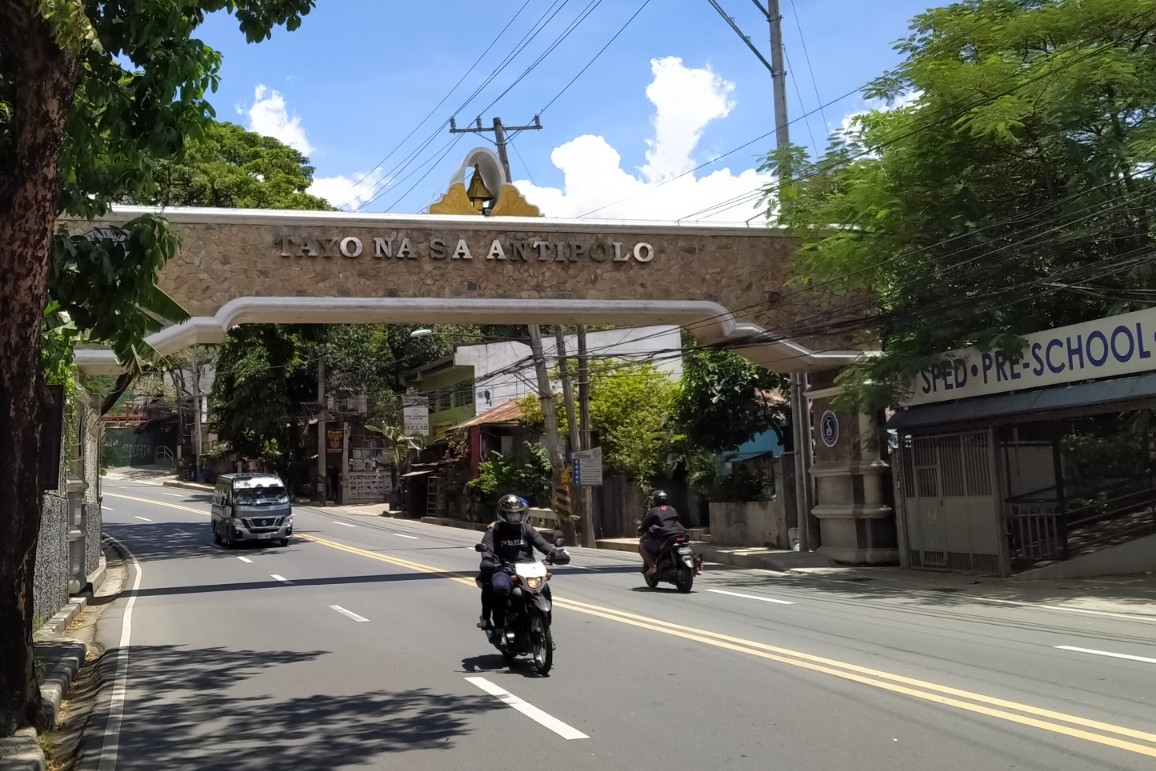
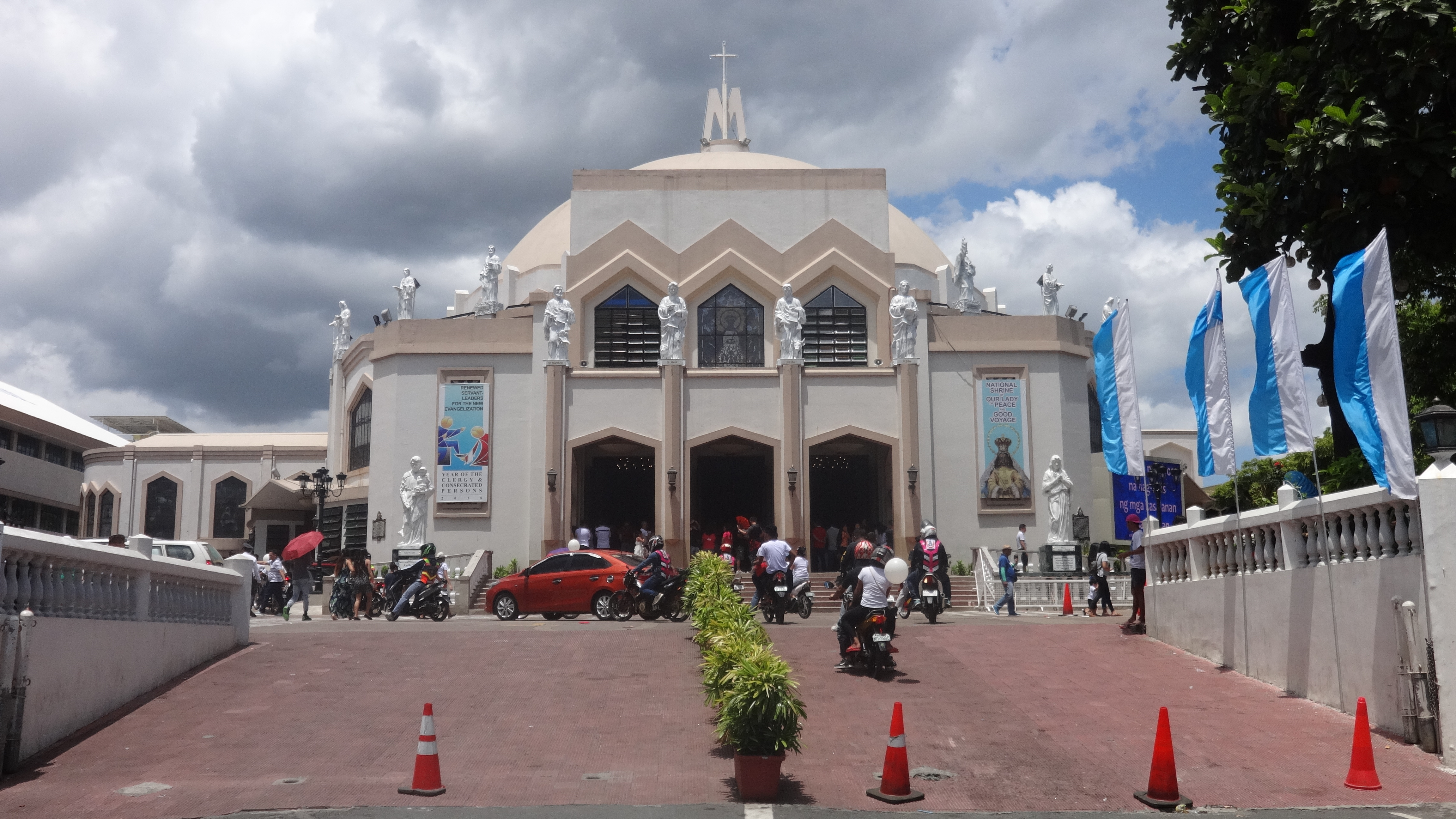
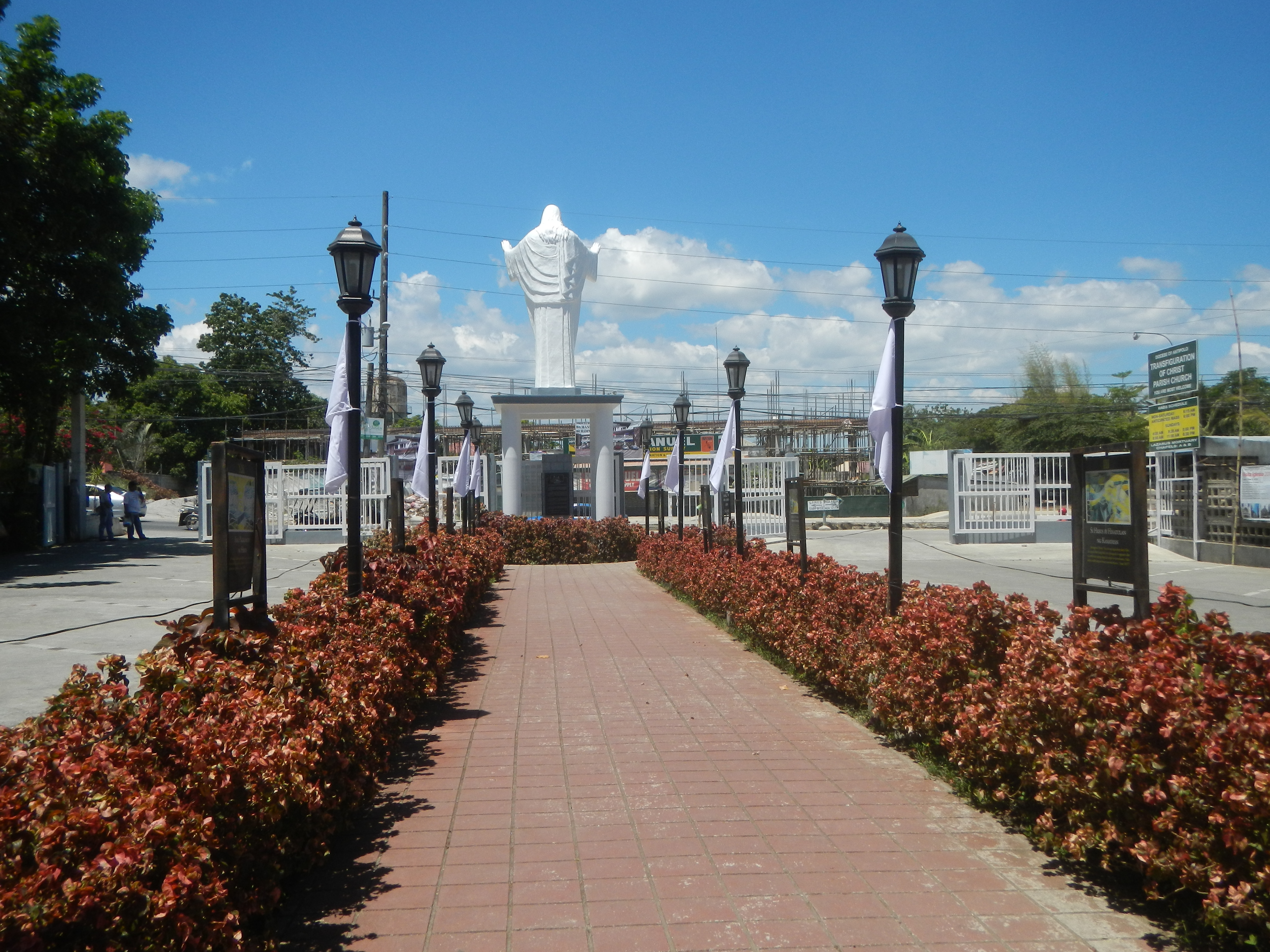
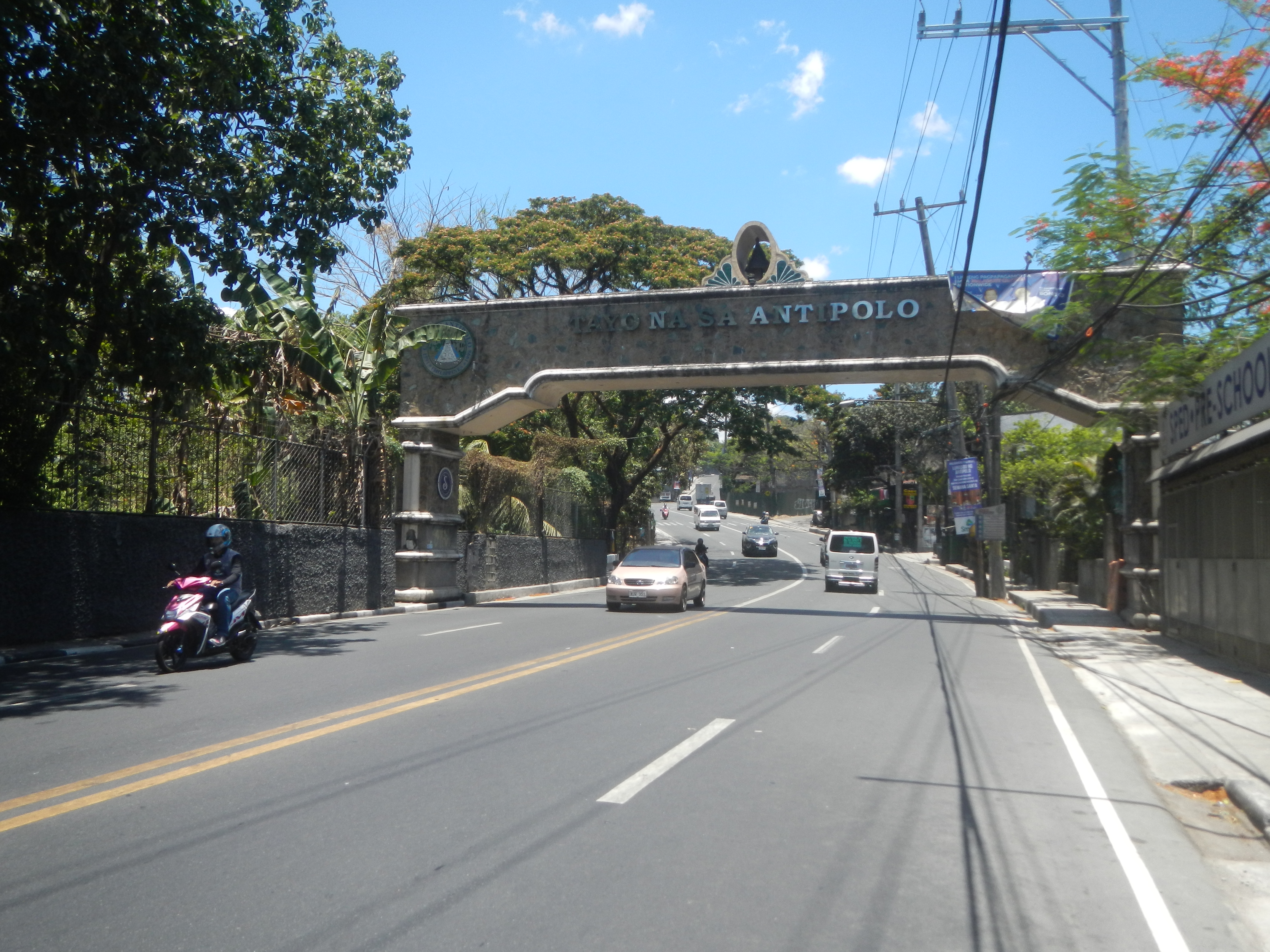

1. ↑  Act No. 137
2. ↑  https://news.abs-cbn.com/news/06/22/20/its-official-antipolo-is-rizal-provincial-capital-not-pasig